# 咸池
咸池是中國古代神話傳說中太陽所沐浴的地方，《淮南子．天文》：「日出於暘谷，浴於咸池，拂於扶桑，是謂晨明。」有此可證。相傳西王母及其身邊侍女，亦是在此地沐浴的。
《史記·天宮書》『東宮蒼龍、南方朱鳥、西宮咸池、北宮玄武。』，上古神獸白虎位西方可謂金風而駐紮於咸池之地。

## 延伸閱讀
- 扶桑
- 神獸
- 蒼龍
- 白虎
- 朱鳥
- 玄武
- 西王母
- 咸池星
- 中國古代

## 外部連結
《大咸(咸池)》古樂 （页面存档备份，存于）